# 南百水神社
南百水神社（なんどすいじんじゃ）は、埼玉県越谷市の神社。

## 歴史
創建年代は不明である。ただ当地は古利根川と元荒川の合流地点であり、水害に見舞われやすい場所であることから、「水の神様」を勧請したものと推測される。
1875年（明治8年）、近代社格制度に基づく「村社」に列せられた。
1923年（大正12年）の関東大震災で社殿が倒壊する被害を受けたが、3年後に再建されている。

## 交通アクセス
- 越谷レイクタウン駅より徒歩23分。